# Torben Kitaj
Torben Kitaj (født 1950) er journalist , cand.mag. og forfatter. Han er ansvarshavende chefredaktør for Ugeskrift for Læger. Tidligere journalist og redaktør på TV-Avisen, Danmarks Radio
Han har været udlandsredaktør og har især beskæftige sig med tyske og franske forhold og er forfatter til bl.a. rejsebøgerne Turen går til Marokko og Turen går til Alsace, Lorraine og Champagne, udsendt på Politikens Forlag samt "Tyskland efter 1989" udsendt på Frydenlund.